# Campeonato da Europa de Atletismo de 1934
A primeira edição do Campeonato da Europa de Atletismo foi realizada em Turim no seu Estádio Olímpico (então chamado de Stadio Municipale Benito Mussolini), em Itália, entre 7 e 9 de setembro de 1934.
Incluiu somente eventos masculinos.
O facto mais marcante deste campeonato foi a obtenção do recorde do mundo no lançamento do dardo pelo finlandês Matti Järvinen.

## Medalhados[2]
| Evento                                      | Ouro                                                                            | Ouro     | Prata                                                                     | Prata    | Bronze                                                                          | Bronze   |
| ------------------------------------------- | ------------------------------------------------------------------------------- | -------- | ------------------------------------------------------------------------- | -------- | ------------------------------------------------------------------------------- | -------- |
| 100 m                                       | Chris Berger · Países Baixos                                                    | 10.6     | Erich Borchmeyer · Alemanha                                               | 10.7     | József Sir · Hungria                                                            | 10.7     |
| 200 m                                       | Chris Berger · Países Baixos                                                    | 21.5     | József Sir · Hungria                                                      | 21.5     | Tinus Osendarp · Países Baixos                                                  | 21.6     |
| 400 m                                       | Adolf Metzner · Alemanha                                                        | 47.9     | Pierre Skawinski · França                                                 | 48.0     | Bertil von Wachenfeldt · Suécia                                                 | 48.0     |
| 800 m                                       | Miklós Szabó · Hungria                                                          | 1:52.0   | Mario Lanzi · Itália                                                      | 1:52.0   | Wolfgang Dessecker · Alemanha                                                   | 1:52.2   |
| 1 500 m                                     | Luigi Beccali · Itália                                                          | 3:54.6   | Miklós Szabó · Hungria                                                    | 3:55.2   | Roger Normand · França                                                          | 3:57.0   |
| 5 000 m                                     | Roger Rochard · França                                                          | 14:36.8  | Janusz Kusociński · Polónia                                               | 14:41.2  | Ilmari Salminen · Finlândia                                                     | 14:43.6  |
| 10 000 m                                    | Ilmari Salminen · Finlândia                                                     | 31:02.6  | Arvo Askola · Finlândia                                                   | 31:03.3  | Henry Nielsen · Dinamarca                                                       | 31:27.4  |
| Maratona                                    | Armas Toivonen · Finlândia                                                      | 2:52:29  | Thore Enochsson · Suécia                                                  | 2:54:36  | Aurelie Genghini · Itália                                                       | 2:55:04  |
| 110 m barreiras                             | József Kovács · Hungria                                                         | 14.8     | Erwin Wagner · Alemanha                                                   | 14.9     | Holger Albrechtsen · Noruega                                                    | 15.0     |
| 400 m barreiras                             | Hans Scheele · Alemanha                                                         | 53.2     | Akilles Järvinen · Finlândia                                              | 53.7     | Christos Mantikas · Grécia                                                      | 54.9     |
| 50 km marcha                                | Jānis Daliņš · Letónia                                                          | 4: 49:53 | Arthur Tell Schwab · Suíça                                                | 4: 53:09 | Ettore Rivolta · Itália                                                         | 4: 54:06 |
| 4 x 100 m                                   | Alemanha · Egon Schein · Erwin Gillmeister · Gerd Hornberger · Erich Borchmeyer | 41.0     | Hungria · László Forgács · József Kovács · József Sir · Gyula Gyenes      | 41.4     | Países Baixos · Tinus Osendarp · Tjeerd Boersma · Robert Jansen · Chris Berger  | 41.6     |
| 4 x 400 m                                   | Alemanha · Helmut Hamann · Hans Scheele · Harry Voigt · Adolf Metzner           | 3:14.1   | França · Robert Paul · Serge Guillez · Raymond Boisset · Pierre Skawinski | 3:15.6   | Suécia · Sven Strömberg · Pelle Pihl · Gustaf Eriksson · Bertil von Wachenfeldt | 3:16.6   |
| Salto em altura                             | Kalevi Kotkas · Finlândia                                                       | 2.00     | Birger Halvorsen · Noruega                                                | 1.97     | Veikko Peräsalo · Finlândia                                                     | 1.97     |
| Salto à vara                                | Gustav Wegner · Alemanha                                                        | 4.00     | Bo Ljungberg · Suécia                                                     | 4.00     | John Lindroth · Finlândia                                                       | 3.90     |
| Salto em comprimento                        | Wilhelm Leichum · Alemanha                                                      | 7.45     | Otto Berg · Noruega                                                       | 7.31     | Luz Long · Alemanha                                                             | 7.25     |
| Triplo salto                                | Willem Peters · Países Baixos                                                   | 14.89    | Eric Svensson · Suécia                                                    | 14.83    | Onni Rajasaari · Finlândia                                                      | 14.74    |
| Lançamento do peso                          | Arnold Viiding · Estónia                                                        | 15.19    | Risto Kuntsi · Finlândia                                                  | 15.19    | František Douda · Checoslováquia                                                | 15.18    |
| Lançamento do disco                         | Harald Andersson · Suécia                                                       | 50.38    | Paul Winter · França                                                      | 47.09    | István Donogán · Hungria                                                        | 45.91    |
| Lançamento do martelo                       | Ville Pörhölä · Finlândia                                                       | 50.34    | Fernande Vandelli · Itália                                                | 48.69    | Gunnar Jansson · Suécia                                                         | 47.85    |
| Lançamento do dardo                         | Matti Järvinen · Finlândia                                                      | 76.66 WR | Matti Sippala · Finlândia                                                 | 69.97    | Gustav Sule · Estónia                                                           | 69.31    |
| Decatlo                                     | Hans-Heinrich Sievert · Alemanha                                                | 6858     | Leif Dahlgren · Suécia                                                    | 6666     | Jerzy Pławczyk · Polónia                                                        | 6399     |
| WR - recorde mundial; NR - recorde nacional |                                                                                 |          |                                                                           |          |                                                                                 |          |

## Quadro de medalhas
| Ordem | País           | Medalha de ouro | Medalha de prata | Medalha de bronze | Total |
| ----- | -------------- | --------------- | ---------------- | ----------------- | ----- |
| 1.    | Alemanha       | 7               | 2                | 2                 | 11    |
| 2.    | Finlândia      | 5               | 4                | 4                 | 13    |
| 3.    | Países Baixos  | 3               | 0                | 2                 | 5     |
| 4.    | Hungria        | 2               | 3                | 2                 | 7     |
| 5.    | Suécia         | 1               | 4                | 3                 | 8     |
| 6.    | França         | 1               | 3                | 1                 | 5     |
| 7.    | Itália         | 1               | 2                | 2                 | 5     |
| 8.    | Estónia        | 1               | 0                | 1                 | 2     |
| 9.    | Letónia        | 1               | 0                | 0                 | 1     |
| 10.   | Noruega        | 0               | 2                | 1                 | 3     |
| 11.   | Polónia        | 0               | 1                | 1                 | 2     |
| 12.   | Suíça          | 0               | 1                | 0                 | 1     |
| 13=   | Checoslováquia | 0               | 0                | 1                 | 1     |
| 13=   | Dinamarca      | 0               | 0                | 1                 | 1     |
| 13=   | Grécia         | 0               | 0                | 1                 | 1     |